# Eclipse (bog)
 For alternative betydninger, se Eclipse. (Se også artikler, som begynder med Eclipse)
Eclipse også kaldet Formørkelse på dansk er den tredje bog i Tusmørke-serien og første gang udgivet i 2009. De andre bøger hedder Tusmørke, New Moon og Breaking Dawn. Bogserien er skrevet af Stephenie Meyer.

## Personer
- Isabella Swan – Datter af sherif Charlie Swan i Forks og Renée Dwyer i Phoenix. Hun vil helst kaldes Bella. Hun er meget klodset og genert. Hun er håbløs forelsket i vampyren Edward Cullen.
- Edward Cullen – Vampyr forelsket i Bella, bor hos Carlisle og Esme, sammen med fire andre vampyrer, Alice, Jasper, Emmet og Rosalie. De kalder sig for Carlisle og Esme's adoptiv børn, selvom de ikke er i familie rent biologisk. Edward kan læse folks tanker, undtagen Bellas. Han løber hurtigere end andre vampyrer, har kold samt hård hud (som sten), er 17 år, men har levet siden 1901. Blev forvandlet i 1918 af Carlisle. Han kan som alle andre vampyrer ikke lide vareulve, da de er deres fjender.
- Charlie Swan – Sherif i byen, har datteren Isabella, er skilt fra Renée Dwyer. Har ikke giftet sig igen siden bruddet med Renée.
- Renée Dwyer – Isabellas mor, er altid bekymret for hende, taler næsten aldrig med sin eksmand, men hun har giftet sig igen. Hun er meget uforudsigelig, flippet og kærlig.
- Jacob Black – Formskifter god ven til Bella og bliver forelsket i hende. Er medlem af en "bande" af formskiftere. Er menneskernes beskytter overfor vampyrer og kan derfor ikke lide dem.

Eclipse (formørkelse) er den tredje bog i Twilight-sagaen.

## Handlingen
Eclipse handler om Bella og Edward. Nu er de ude af High school og skal starte et nyt liv. Der har været indbrud på Bella´s værelse og de ved ikke hvem det er. Det kunne være Victoria, som har forfulgt hende siden den første bog "Twilight" eller det kunne være Volturi-klanen, der er kommet på sporet af hende, fordi hun ved for meget om vampyrer, uden selv at være en.
Nu må varulvene og vampyrerne gå sammen for at kæmpe for Bellas sikkerhed. Imens står Bella i et meget svært valg. Hun skal enten vælge mellem formskifteren Jacob Black, som er hendes bedste ven, han prøver hele tiden at få hende til at komme lidt tættere på sig, eller hendes livs kærlighed Edward Cullen, der til trods for at havde forladt hende i New Moon (Nymåne), stadig elsker og lever for hende.